# Ataques israelíes contra periodistas en la guerra de Gaza
Los ataques israelíes contra periodistas están ocurriendo en el contexto del bombardeo e invasión israelíes de Gaza desde octubre de 2023. Para julio de 2025 se contabilizaban más de 237 reporteros asesinados por Israel en la Franja de Gaza, una cifra que Naciones Unidas eleva a más de 242, y todas las sedes de medios de comunicación en Gaza habían sido bombardeadas.
Ya en diciembre de 2023 la Federación Internacional de Periodistas denunció que «el número de periodistas asesinados en los últimos dos meses en la guerra de Gaza había superado la cantidad de muertos en la guerra de Vietnam, que duró dos décadas». Más de 50 periodistas palestinos habían perdido la vida hasta ese momento. En 2023, casi el 75 % de los periodistas asesinados en todo el mundo murieron en el conflicto en Gaza, Para 2024, un total de 85 periodistas habían muerto por acción del Ejército israelí lo que supone más del 70 % del total de muertes de periodistas en todo 2024.
Según el recuento del Comité para la Protección de los Periodistas (CPJ), para el 12 de agosto de 2025 al menos 192 periodistas y otros trabajadores de medios de comunicación habían muerto desde que comenzó la guerra, incluidos algunos casos en Cisjordania y Líbano, con otros 130 pendientes de confirmar, convirtiéndolo en el período más letal para los periodistas desde que el CPJ comenzó a recopilar datos en 1992. De estas muertes, al menos veintiséis son considerados asesinatos deliberados por el CPJ (otros veinte casos estaban bajo investigación para determinar si también se trataban de ataque deliberados). Además, decenas de reporteros palestinos han sido heridos o detenidos por las tropas israelíes. Por otra parte, Israel ha intimidado y silenciado a periodistas mediante amenazas, agresiones, ciberataques, censura y asesinatos de familiares. Reporteros Sin Fronteras denunció lo que considera ataques deliberados del ejército israelí a periodistas palestinos y libaneses. La Asociación de Periodistas Árabes y de Oriente Medio condenó la avalancha de muertes y recordado que «Atacar a periodistas es una flagrante violación de la libertad de prensa y del derecho internacional de los derechos humanos».
La Unesco otorgó el Premio Mundial a la Libertad de Prensa el 2 de mayo de 2024 la todos los periodistas palestinos que trabajan en Gaza por «su valentía y su compromiso con la libertad de expresión». En 2024 Israel se convirtió en el segundo país con mayor número de periodistas encarcelados, sólo superado por China.

## Víctimas
Según informó el Comité para la Protección de los Periodistas (CPJ), para el 12 de agosto de 2025, al menos 192 periodistas y otros trabajadores de medios de comunicación habían muerto desde que comenzó la guerra el 7 de octubre. Entre los muertos se encuentran 184 periodistas palestinos, dos israelíes y seis libaneses. A estas cifras hay que añadir 132 periodistas heridos, dos desaparecidos y noventa detenidos por las FDI. Además se han detectado múltiples casos de agresiones, amenazas, ciberataques, censura y asesinatos de familiares. Al Jazeera sitúa la cifra de periodistas muertos en 222, incluidos 217 palestinos, tres libaneses y dos israelíes. Reporteros Sin Fronteras corroboró esta cifra el 3 de mayo, cuando declaró que más de cien reporteros palestinos habían sido asesinados en la guerra, incluidos veintidós que murieron mientras estaban cubriendo alguna noticia. Por su parte la Federación Internacional de Periodistas contabilizó 140 periodistas y trabajadores de los medios de comunicación muertos (130 palestinos, cuatro israelíes, cinco libaneses y un sirio). El 19 de agosto de 2025, la Oficina de Medios de la Franja de Gaza fijaba en 237 los periodistas palestinos muertos por ataques israelíes, una cifra que Naciones Unidas eleva a más de 242.
Una investigación del diario británico The Guardian descubrió que el ejército israelí había considerado en ocasiones a los periodistas que trabajaban para medios de comunicación relacionados con Hamás como objetivos legítimos en su campaña de bombardeos sobre la Franja de Gaza. A finales de 2024, Al Jazeera publicó los nombres, fotografías y fecha y lugar de fallecimiento de 222 periodistas palestinos asesinados por Israel en catorce meses de conflicto. Según el Comité para la Protección de los Periodistas, Israel es el segundo peor país del mundo, solo superado por Haití, en cuanto a permitir que los asesinos de periodistas queden impunes.
Según un informe del Instituto Watson de Asuntos Internacionales de la Universidad Brow, la guerra de Gaza, ha provocado la muerte de más periodistas que el total combinado de muertos durante la Guerra Civil de Estados Unidos, la Primera Guerra Mundial, la Segunda Guerra Mundial, la guerra de Corea, la guerra de Vietnam (incluidos los conflictos relacionados en Camboya y Laos), las guerras yugoslavas de los años 1990 y principios de los años 2000, y la guerra posterior al 11 de septiembre en Afganistán.

## Ataques mortales contra periodistas realizados por fuerzas israelíes

### Palestina

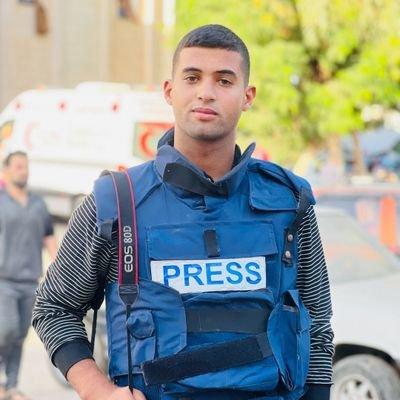
El corresponsal de Al Jazeera, Hossam Shabat, fue asesinado en marzo de 2025. Las FDI confirmaron que habían atacado deliberadamente a Shabat.

Al menos seis periodistas palestinos en Gaza murieron por ataques israelíes mientras cumplían con su deber. Ibrahim Mohammad Lafi, fotógrafo de Ain Media, murió a tiros durante el ataque al cruce de Erez el 7 de octubre, mientras que Mohammad Jarghoun, reportero de Smart Media, fue asesinado al este de Rafah el mismo día. El periodista independiente Mohammad el-Salhi también fue asesinado a tiros en la frontera al este del campo de refugiados de Bureij el 7 de octubre. El 9 de octubre, Saeed al-Taweel, editor en jefe del sitio web Al-Khamsa News, Mohammed Subh y Hisham Alnwajha murieron en un ataque aéreo mientras filmaban un ataque en la ciudad de Gaza. Otros dos periodistas fueron reportados como desaparecidos y otro resultó herido por metralla. Los hogares de dos periodistas fueron destruidos por bombardeos y las oficinas de cuatro medios de comunicación fueron destruidas por ataques aéreos.
El 22 de octubre, el periodista palestino Rushdi Sarraj murió en un ataque aéreo israelí contra su casa.
Un informe de Reporteros Sin Fronteras (RSF) afirmó que Israel había atacado a periodistas que eran claramente identificables como miembros de la prensa, en dos ataques con misiles el 13 de octubre que mataron a un periodista e hirieron a cuatro. El 31 de octubre, RSF afirmó que treinta y cuatro periodistas habían muerto en el conflicto, incluidos doce «en relación con su trabajo», diez de los cuales murieron en el ataque de Israel a Gaza; describieron las dos primeras semanas del conflicto como el comienzo más mortífero de una guerra del siglo XXI para los periodistas. Además el Sindicato de Prensa Palestino informó que medio centenar de medios de comunicación han sido destruidos total o parcialmente en Gaza.
El 19 de noviembre, seis profesionales de los medios de comunicación fueron asesinados por las fuerzas israelíes en sólo 24 horas. El 21 de noviembre, la televisión libanesa Al Mayadeen informó que dos periodistas y una tercera persona habían muerto en un ataque israelí cerca de la ciudad de Tir Harfa, aproximadamente a una milla de la frontera israelí. El canal de noticias libanés denunció que Israel había apuntado deliberadamente al equipo de televisión «Fue un ataque directo, no fue casualidad».
El 23 de noviembre, el fotoperiodista Mohammad Moin Ayyash y su familia murieron en un ataque aéreo israelí.
El 3 de diciembre, el Comité para la Protección de los Periodistas declaró que hasta ese momento 54 periodistas palestinos habían muerto en la guerra. El 14 de diciembre, las Naciones Unidas emitieron una declaración que decía: «Gaza aparentemente se ha convertido en el lugar más mortífero para los periodistas –y sus familias- en el mundo». Tras un ataque israelí a una tienda de campaña para periodistas en el Hospital Al-Aqsa el 31 de marzo de 2024, Al Jazeera English declaró: «Los periodistas han sido atacados sistemáticamente durante todo este conflicto».
El 31 de julio, dos periodistas de Al Jazeera, Ismail al-Ghoul y su camarógrafo, Rami al-Refee, que habían ido al campamento de Shati a cubrir las reacciones por el asesinato de Ismail Haniya fueron a su vez asesinados por un misil israelí. Viajaban en un coche claramente identificado como un vehículo de prensa.
El 15 de diciembre un ataque aéreo israelí mató a un periodista palestino que trabajaba para Al Jazeera, Ahmed al-Lawh, y a cinco trabajadores sanitarios. El ataque ocurrió en la localidad gazatí de Nuseirat, en el centro de la Franja de Gaza, y tuvo como objetivo un puesto de Defensa Civil. Al Jazeera Media Network condenó «en los términos más enérgicos el asesinato de su camarógrafo, Ahmad Baker Al-Louh, de 39 años, por parte de las fuerzas de ocupación israelíes».
El 25 de diciembre de 2024, la aviación israelí atacó una furgoneta de prensa y mató a cinco periodistas del canal de televisión Al Quds, cerca del hospital Al-Awda, en el campamento de Nuseirat. El propio canal confirmó la muerte de los tres periodistas, en un ataque contra el vehículo «de transmisión externa en el campamento de Nuseirat, mientras cumplían con su deber periodístico y humanitario».
El 28 de diciembre, la periodista palestina Shaza al Sabagh murió, aparentemente, por disparos de las fuerzas de seguridad de la Autoridad Palestina en el campo de refugiados de Yenín, en el norte de Cisjordania.
El 15 de marzo, al menos nueve personas murieron, entre ellas tres periodistas, por un ataque aéreo israelí contra un vehículo de la Fundación Al Jair, una organización humanitaria con sede en Reino Unido, en la localidad de Beit Lahia en el norte de la Franja.  Centro Palestino para la Protección de los Periodistas (PJPC) publicó en su cuenta de X (antigua Twitter) que los periodistas fallecidos estaban realizando un trabajo de documentación sobre la situación de la ayuda humanitaria en la Franja de Gaza y describió lo ocurrido como un «crimen de guerra contra la libertad de prensa, los trabajadores de los medios de comunicación y los trabajadores humanitarios».
El 24 de marzo de 2025, Israel mató en un bombardeo a un reportero, identificado como Mohamed Mansur, junto con su esposa y su hijo en un «bombardeo directo» contra su vivienda en Jan Yunis. La oficina de prensa de las autoridades gazatíes señaló en un comunicado que, de esta forma, ascienden a 207 los periodistas palestinos muertos desde el inicio de los combates en octubre de 2023. Ese mismo día otro periodista palestino, Hossam Shabat, que trabajaba para la cadena de televisión qatarí Al Jazeera, murió en un bombardeo que alcanzó su vehículo cerca de la ciudad Beit Lahia, al norte de Gaza. Testigos presenciales informaron que el ataque parecía tener como objetivo asesinar al periodista.
El 1 de abril, un periodista palestino, Mohammed Saleh al Bardawil, que trabajaba como locutor en Radio Al Aqsa, su esposa y sus tres hijos murieron en un ataque israelí contra la casa en la que vivían en Jan Yunis. Lo que eleva a 209 el número de periodistas palestinos fallecidos en ataques israelíes desde que empezó la guerra.
El 7 de abril, al menos dos personas, entre ellas un periodista, murieron en un ataque israelí contra una tienda de campaña usada por reporteros en los alrededores del Centro Médico Nasser, situado en Jan Yunis. El periodista fallecido era Hilmi al Faqaui, que trabajaba para la agencia de noticias Palestine Today, mientras que el segundo muerto es Yusef al Jazindar, quien se encontraba en la zona en el momento del ataque, que se ha saldado con otros nueve periodistas heridos de diversa consideración. Por su parte, el Ejército de Israel confirmó su responsabilidad en el ataque y manifestó que el objetivo era Hasán Aslí, uno de los heridos. Al día siguiente el periodista palestino, Ahmed Mansur, murió tras resultar herido junto a otros ocho compañeros el día anterior. Con su muerte ya son 211 los periodistas palestinos muertos desde el inicio de la guerra.
El 16 de abril, la fotoperiodista palestina, Fátima Hassouna, que había estado documentando la guerra de Gaza durante 18 meses, fue asesinada junto con diez miembros de su familia, incluida su hermana embarazada, e hirió gravemente a otros trece, en un ataque israelí contra su casa en Tuffah. Las FDI afirmaron que el objetivo era un militante de Hamás. Hassouna era la protagonista del documental Put Your Soul on Your Hand and Walk, seleccionado para el programa de cine ACID que se proyectó durante el Festival Internacional de Cine de Cannes de 2025. El ataque ocurrió un día después de que se anunciara la selección de su documental para Cannes.
El 13 de mayo, Israel atacó la sala de quemados del Hospital Nasser, situado en la ciudad de Jan Yunis, en el sur de la Franja de Gaza, matando a dos personas, incluido el fotoperiodista Hasán Aslí, director de la agencia de noticias Alam24, y otras doce personas resultaron heridas, incluida una de gravedad. Según las autoridades gazatíes el objetivo del ataque era el fotoperiodista palestino, muerto en el bombardeo que en ese momento se encontraba recibiendo tratamiento tras resultar herido en un ataque previo.
El 5 de junio, un ataque israelí contra el patio del Hospital Árabe Al-Ahli, mató a seis personas incluido tres periodistas e hirió gravemente a media docena más, incluido otro periodista.
El 30 de junio las FDI llevaron a cabo un ataque aéreo contra el cibercafé Al-Baqa, cerca del puerto de la ciudad de Gaza, al norte de la Franja de Gaza. El ataque mató al menos a 41 personas, la mayoría mujeres y niños e hirió a otras 75 personas. Incluidos Ismail Abu Hatab, cineasta y fotoperiodista que había resultado previamente herido en octubre de 2023 por el ataque de un dron contra un grupo de periodistas. Era el fundador de ByPa, un colectivo creativo palestino. Otro periodista, Omar Zaino, también murió en el ataque, mientras que el periodista Bayan Abu Sultan resultó herido.
El 10 de agosto de 2025, un ataque israelí contra una tienda de campaña que albergaba a varios periodistas en las inmediaciones del complejo hospitalario Al-Shifa causó la muerte de siete personas, entre ellas cinco miembros de la emisora Al Jazzera. Entre ellos se encontraba Anas al-Sharif, un destacado reportero árabe de Al Jazeera, a quien las Fuerzas de Defensa de Israel acusaron de liderar una célula de Hamás y de «provocar ataques con cohetes contra civiles y tropas israelíes», varios expertos de la ONU denunciaron que estas acusaciones son una «campaña de difamación». En total, diez empleados de la cadena árabe han fallecido a manos del Ejército israelí desde el comienzo de las hostilidades en octubre de 2023 y al menos 237 profesionales de la información han muerto en ataques israelíes desde entonces. Ataques que las autoridades gazatíes denunciaron como «con premeditación, deliberadas e intencionales». El ataque fue ampliamente condenado por Al Jazeera, organizaciones defensoras de la libertad de prensa y las autoridades palestinas, calificándolo de agresión deliberada contra periodistas.

### Líbano
El 13 de octubre, durante los enfrentamientos a lo largo de la frontera entre Israel y el Líbano, un ataque de artillería israelí mató al camarógrafo de Reuters, Issam Abdallah, e hirió a otros seis periodistas de Reuters, Agence France-Presse y Al Jazeera. El 29 de octubre, Reporteros Sin Fronteras informó que un análisis balístico reveló que el periodista de Reuters Issam Abdullah fue asesinado en un ataque dirigido por el Ejército de Israel intencionadamente contra el.
El viernes 25 de octubre, el Ejército de Israel mató a tres periodistas en un bombardeo contra el edificio en el que se alojaban en la ciudad de Hasbaya, en el sureste de Líbano. Los periodistas asesinados son Wisam Qasim fotógrafo de la cadena de televisión Al-Manar y Ghassan Nayar y Muhamad Reda, ambos de la cadena de televisión Al Mayadeen. El presidente de la junta directiva de Al Mayadeen, Ghassan bin Yido, señaló que Israel es «plenamente responsable de este crimen de guerra en el que han sido atacados varios equipos de periodistas» y agregó que el Ejército israelí «se deleita en matar». Por su parte el primer ministro interino de Líbano, Najib Mikati, acusó a Israel de cometer un crimen de guerra y agregó que el ataque es una «agresión deliberada» que busca «intimidar a los medios de comunicación» y «encubrir los crímenes y destrucción» causados por los bombardeo sobre el Líbano. Human Rights Watch (HRW) afirmó que el bombardeo israelí en el que murieron tres periodistas libaneses habría sido un «ataque deliberado» contra civiles que supuso «un aparente crimen de guerra». HRW recalcó que en su investigación de lo sucedido no halló pruebas de que en la zona hubiera combates, fuerzas militares o actividad militar en el momento del bombardeo.
El 13 de noviembre, la  periodista libanesa Sakina Kauzarani y varios de sus familiares, entre ellos sus dos hijos menores de edad, fueron asesinados en un bombardeo israelí contra el edificio de tres plantas en el que vivían en la localidad de Joun, situada cerca de Sidón. La emisora de radio para la que trabajaba condenó el ataque, al que describió como «un crimen atroz por parte del bárbaro enemigo sionista».
El 27 de noviembre de 2024, fuerzas israelíes abrieron fuego contra un grupo de periodistas en la ciudad de Khiam, en el sur del Líbano, apenas horas después de que comenzara el alto el fuego. Los periodistas, entre ellos Abdelkader Bay, un videoperiodista, estaban informando desde la zona cuando se produjo el tiroteo. Bay, junto con otro periodista de The Associated Press y uno de Sputnik, resultaron heridos por disparos israelíes. Bay contó que oyó el sonido de los tanques israelíes que se retiraban de la zona, seguido de los sonidos de disparos dirigidos contra el grupo de periodistas que estaban filmando. A pesar de que eran claramente identificables como periodistas, fueron atacados por soldados israelíes. Otro periodista, Ali Hachicho, que no resultó herido, describió cómo se iniciaron los disparos tan pronto como los periodistas comenzaron a documentar las actividades militares. El incidente fue condenado por el Sindicato de Editores de Prensa Libaneses, que lo calificó como la primera violación del acuerdo de alto el fuego.

### Siria
El 12 de octubre de 2024, de madrugada, las autoridades sirias denunciaron que al menos tres personas murieron, incluida la «gran locutora» Safa Ahmed, y otras nueve resultaron heridas, en un ataque aéreo del «enemigo israelí» desde la dirección de los Altos del Golán ocupados por Israel, contra varios puntos de la ciudad de Damasco.

### Irán

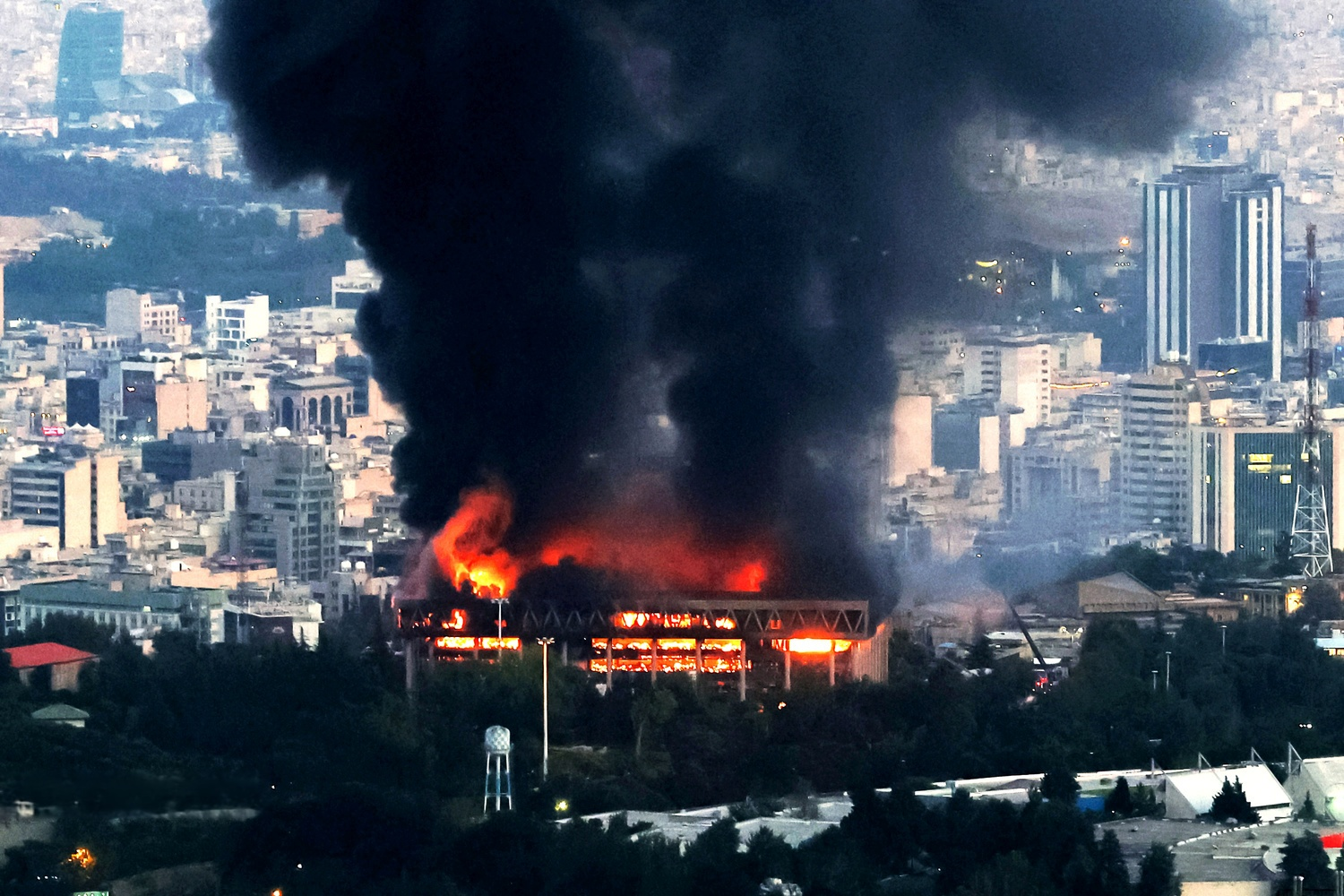
Ataque israelí contra el estudio de IRIB en Teherán el 16 de junio de 2025

Al menos tres trabajadores de la Radiodifusión de la República Islámica de Irán (IRIB) murieron en el ataque que lanzó Israel contra el edificio de la televisión estatal. Entre los fallecidos se encuentran el editor de noticias Nima Rajabpour y la administrativa Masoumeh Azimi, mientras que las autoridades iraníes no identificaron a la tercera persona que murió en el ataque.

## Asesinato de familiares de periodistas
El 4 de diciembre, nueve familiares del productor de CNN Ibrahim Dahman murieron en un ataque aéreo israelí en el norte de Gaza. El 11 de diciembre, un ataque aéreo contra la casa del periodista Anas al-Sharif provocó la muerte de su padre. El 8 de enero de 2024, la madre del periodista de Al Arabiya, Ahmad al-Batta, y la esposa y los hijos del periodista Sameer Radi murieron en sendos ataques aéreos. Al menos quince familiares de Motaz Azaiza murieron en un ataque aéreo israelí contra el campo de refugiados de Deir al-Balah el 11 de octubre de 2023.
El 6 de diciembre, las FDI mataron a veintidós miembros de la familia del periodista palestino Moamen Al Sharafi, corresponsal de Al Jazeera en árabe, los miembros de su familia fueron asesinados en un ataque aéreo israelí contra la casa en la que se refugiaban en el campo de refugiados de Jabalia, en el norte de Gaza. Según denunció el propio periodista «Ninguno de los equipos de defensa civil pudo llegar a sus cuerpos», además ha lamentado que Israel no le permite enterrar sus cuerpos en el norte de la Franja «Se nos impide despedirnos de nuestros seres queridos y se nos priva de darles un entierro digno».
El Sindicato de Periodistas Palestinos declaró el 4 de febrero que setenta periodistas habían perdido a familiares cercanos. El 28 de febrero, un periodista palestino afirmó que un bombardeo israelí había matado a su esposa embarazada, a su hijo de tres años y a otras veinte personas. Hussein Jaber, un fotógrafo de la UNRWA, declaró que su hija de cinco años fue asesinada mientras su familia evacuaba la ciudad de Gaza en diciembre de 2023, afirmando: «Se produjeron intensos disparos y vi cómo Salma fue alcanzada en el cuello frente a mis ojos».

### Asesinato de la familia de Wael Dahdouh

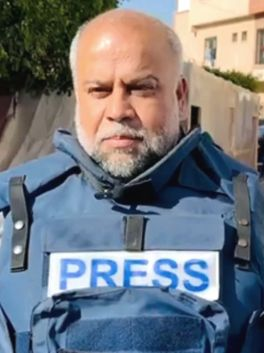
Wael Dahdouh en 2023

El 25 de octubre, varios familiares de Wael Al-Dahdouh, jefe de la oficina de Al Jazeera en Gaza, habían muerto en un ataque aéreo israelí, incluidos su esposa, su hija Sham (de 7 años), su hijo Mahmoud (un estudiante de 15 años en el último año de secundaria) y un nieto con menos de dos meses. Otros cuatro hijos suyos resultaron heridos en el ataque. Cuando sucedió este bombardeo aéreo en el que murieron otras 21 personas (incluidos ocho familiares suyos), residían en el campamento de Nuseirat después de haber huido de la ciudad de Gaza siguiendo órdenes israelíes.
Al Jazeera condenó los asesinatos, calificándolos de «ataque indiscriminado». Dahdouh, hablando con Al Jazeera, dijo: «No hay ningún lugar seguro en Gaza». El ejército israelí confirmó que había llevado a cabo un ataque aéreo en la zona cercana a donde se refugiaba la familia de Dahdouh, diciendo que tenían como objetivo «la infraestructura terrorista de Hamás». El propio Dahdouh resultó herido más tarde en un ataque con misiles israelí en Jan Yunis mientras cubría el ataque aéreo a la escuela de Haifa.
El hijo de Dahdouh, Hamza Al-Dahdouh, también periodista, murió junto con un colega en un ataque aéreo israelí contra su vehículo en Jan Yunis el 7 de enero de 2024. Reporteros sin Fronteras afirmó que, al parecer, un solo cohete había alcanzado el coche de Dahdouh. En respuesta a los comentarios de Israel que calificaban a Hamza al-Dahdouh de «sospechoso», el periodista de Al Jazeera, Hamdah Salhut, escribió que lo que Israel estaba «diciendo y lo que sucedió en el terreno no tienen sentido». En un comunicado, el secretario de Estado estadounidense, Antony Blinken, afirmó que lamentaba «profundamente» su «pérdida inimaginable». Wael Dahdouh declaró: «Hamza no era parte de mí. Era todo de mí».

## Denuncias de ataques del Ejército de Israel contra periodistas
El asesinato de periodistas por parte de las fuerzas israelíes en Gaza había sido un problema recurrente, con incidentes anteriores en 2018 y 2021. A principios de 2023, el Comité para la Protección de los Periodistas (CPJ) publicó un informe en el que se afirmaba que veinte periodistas habían muerto por fuego militar israelí desde 2001, por lo que «hasta la fecha nadie ha rendido cuentas».
Según el Consejo de Europa, atacar intencionalmente a periodistas constituye un crimen de guerra. Durante el conflicto, Reporteros sin Fronteras afirmó que el ejército israelí había atacado deliberadamente a periodistas.
Una investigación de Reporteros Sin Fronteras (RSF) dijo que Israel había atacado a periodistas con misiles el 13 de octubre que mataron al periodista de Reuters, Issam Abdallah e hirieron a otras cuatro personas. Estos dos ataques con misiles israelíes, con 30 segundos de diferencia, alcanzaron a un grupo de siete periodistas en el sur del Líbano que informaban sobre los combates entre Israel y Hezbolá. En un video se ve a los periodistas con chalecos y cascos que los identifican claramente como «PRENSA». La marca también estaba presente en el techo de su coche, que explotó tras ser alcanzado por el segundo misil. La Organización Holandesa para la Investigación Científica Aplicada, que prueba y analiza municiones y armas, examinó el material recogido en el lugar de la explosión y descubrió que la pieza de metal era la aleta de un proyectil de tanque de 120 mm disparado a 1,34 km de distancia desde la frontera israelí con un cañón de tanque de ánima lisa.
El 14 de noviembre, el ministro de Exteriores de Líbano, Abdalá Bou Habib, anunció que ha presentado una denuncia ante el Consejo de Seguridad de Naciones Unidas tras un ataque israelí contra un convoy de periodistas en Yarun, una localidad situada al sur del Líbano, muy cerca de la frontera con Israel. Según el ministro «el bombardeo israelí deliberado y directo de un convoy de periodistas es una violación del Derecho Internacional y un crimen de guerra». Reporteros sin Fronteras señaló que el periodista Issam Mawassi, de la cadena Al Jazeera, resultó levemente herido en una pierna en el ataque.
El 2 de diciembre, la Agence France-Presse (AFP) solicitó a Israel que llevara a cabo una «investigación profunda y transparente» sobre la implicación exacta de su ejército en un ataque que dañó gravemente su oficina en la ciudad de Gaza, situada en los últimos pisos de un edificio de once plantas, que ha sido bombardeada durante semanas. Según el presidente y director general de la AFP, Fabrice Fries, «Un ataque en las oficinas de una agencia de noticias internacional envía un mensaje profundamente preocupante a todos los periodistas que trabajan en condiciones tan difíciles en Gaza».
El 7 de diciembre, Amnistía Internacional, presentó las conclusiones de un estudio en el que afirmaba que los ataques israelíes contra un grupo de siete periodistas en el sur del Líbano el 13 de octubre, en los que murió el periodista de Reuters Issam Abdallah y resultaron heridas otras seis personas, fueron probablemente un ataque directo contra civiles que debe ser investigado como un crimen de guerra. Según Aya Majzoub, directora regional adjunta de Amnistía Internacional para Oriente Medio y el Norte de África, «Nuestra investigación del incidente descubre pruebas escalofriantes que apuntan a un ataque a un grupo de periodistas internacionales que realizaban su trabajo informando sobre las hostilidades. Los ataques directos contra civiles y los ataques indiscriminados están absolutamente prohibidos por el derecho internacional humanitario y pueden constituir crímenes de guerra».
La CBS informó el 14 de diciembre de 2023 que según una declaración de la Federación Internacional de Periodistas «el número de periodistas asesinados en los últimos dos meses en la guerra de Gaza ha superado la cantidad de muertos en la guerra de Vietnam, que duró dos décadas». Más de 50 periodistas palestinos habían perdido la vida hasta ese momento. Diversos hechos peligrosos, como los ataques aéreos, pero también el hambre por falta de alimentos, y los riesgos vinculados a la falta de agua potable y refugio han hecho que «Palestina sea uno de los lugares más peligrosos para que un periodista haga su trabajo».
Reporteros Sin Fronteras presentó igualmente una solicitud a la Corte Penal Internacional (CPI) para que investigue la muerte de un periodista israelí a manos de Hamás y el de ocho periodistas palestinos a manos de Israel como crímenes de guerra.
Un informe de febrero de 2024 de la Fuerza Provisional de las Naciones Unidas para el Líbano concluyó que un tanque israelí mató a Abadallah cuando disparó contra «periodistas claramente identificables», y que esto violaba el derecho internacional. El informe «evaluó que no hubo intercambio de disparos a través de la Línea Azul en el momento del incidente», y no hay registros de ningún intercambio de disparos a través de la frontera durante los 40 minutos anteriores al disparo del tanque. Las Fuerzas de Defensa de Israel respondieron al informe de las Naciones Unidas afirmando que Hezbolá los atacó, por lo que se utilizó fuego de tanques para tomar represalias.
Una investigación realizada par el periódico británico The Guardian en junio de 2024 cuestionó la afirmación de Israel de que no estaba atacando intencionadamente al personal de los medios, citando que algunos miembros del ejército israelí han visto a los periodistas de Hamás o sus medios afiliados como objetivos legítimos. Al menos 23 periodistas habían sido asesinados por el ejército israelí en la Franja de Gaza desde el 7 de octubre de 2023, que trabajaban para la red de medios Al-Aqsa, según ARIJ, una organización de medios jordana sin ánimo de lucro. Un portavoz militar israelí confirmó que Israel no diferencia entre trabajadores de los medios y militantes que trabajan para Hamás, una declaración que, según The Guardian, había generado alarma entre los expertos legales, ya que según las leyes de guerra los periodistas están protegidos a menos que participen en operaciones de combate. La relatora especial de la ONU sobre la protección del derecho a la libertad de opinión y expresión, Irene Khan, afirmó que Israel había «difundido desinformación sobre periodistas vinculados a militantes» y que fue incapaz de probar tales afirmaciones. ARIJ encuestó a 200 periodistas radicados en Gaza, casi todos ellos desplazados, e informaron que sus casas habían sido bombardeadas mientras dormían con sus familias.

### Bombardeo de la Torre Hajji
El 10 de octubre de 2023, aviones israelíes bombardearon un edificio residencial llamado Torre Hajji en la Franja de Gaza. Según la oficina de medios de Gaza dirigida por Hamás, tres periodistas que cubrían la evacuación de un edificio cercano murieron y un número indeterminado de personas resultaron heridas. Los periodistas estuvieron presentes después de que un residente de un edificio cercano informara haber recibido una llamada telefónica del ejército israelí advirtiendo de un ataque inminente y el edificio estaba siendo evacuado. El ataque afectó a otro edificio más cercano a donde se encontraban los periodistas. Hisham al-Nawajha sufrió heridas graves y luego murió en el Hospital Al-Shifa.
El 10 de octubre de 2023, el bombardeo de la Torre Hajji destruyó un bloque de apartamentos que albergaba oficinas de periodistas y mató al menos a tres periodistas y a civiles. Salam Khalil, jefa del Comité de Mujeres Periodistas del Sindicato de Periodistas de Gaza, fue enterrada bajo los escombros de su casa junto con su familia en un ataque israelí el mismo día y se presume muerta. Posteriormente se descubrió que estaba viva con sus hijos.

## Ataques mortales contra periodistas realizados por fuerzas palestinas
Cuatro periodistas y fotógrafos israelíes fueron asesinados el 7 de octubre en medio del ataque de Hamás a Israel, incluido Yaniv Zohar, fotógrafo de Israel Hayom, quien murió junto con su esposa y sus dos hijas en Nahal Oz; Roy Edan, fotógrafo de Ynet, fue asesinado en la masacre de Kfar Aza; y dos editores que fallecieron en la masacre del festival de música de Re'im: Shai Regev, editor de noticias de entretenimiento de Maariv, y Ayelet Arnin, editora del canal de televisión KAN.
El Comité para la Protección de los Periodistas (CPJ) solo reconoce la muerte de dos periodistas israelíes.

## Otros actos de violencia contra periodistas
Además de los periodistas muertos, desaparecidos o detenidos, el Comité para la Protección de los Periodistas ha recibido numerosos informes sobre daños causados a oficinas y hogares de periodistas, y estima que «48 instalaciones de medios en Gaza han sido alcanzadas o destruidas».  El 5 de febrero de 2024, un periodista palestino compartió imágenes verificadas de un edificio residencial en el barrio Al-Amal de Jan Yunis en llamas, afirmando que Israel había atacado las casas de dos periodistas.
El Comité para la Protección de los Periodistas informó que el 7 de octubre, un equipo de televisión de Sky News Arabia fue agredido y su equipo dañado por la policía israelí en Ascalón, y el corresponsal Firas Lutfi dijo que la policía le apuntó con rifles a la cabeza, lo obligó a desnudarse y lo desalojó, los sacaron del área bajo escolta luego de confiscarles sus teléfonos. Un equipo de la BBC en árabe fue detenido, retenido a punta de pistola y agredido por la policía israelí en Tel Aviv la noche del 13 al 14 de octubre.
El 27 de octubre, las FDI dijeron a las agencias de noticias Reuters y Agencia France Presse que no garantizarían la seguridad de sus periodistas en Gaza. El 28 de octubre, el Comité para la Protección de los Periodistas declaró que se había confirmado la muerte de veintinueve periodistas (veinticuatro palestinos, cuatro israelíes y un libanés) y nueve habían resultado heridos, desaparecidos o detenidos. El 30 de octubre, la periodista palestina Youmna ElSayed recibió una amenaza de las fuerzas israelíes, advirtiéndola de que abandonaran inmediatamente su casa mientras Israel intensificaba su bombardeo del enclave. Lo que llevó al portavoz del Secretario General de la ONU a comentar sobre el «inmenso coraje» de los periodistas en Gaza.
El 17 de noviembre, la televisión pública turca TRT denunció que uno de sus equipos había sufrido una agresión por parte de militares israelíes cuando trataban de informar sobre el bloqueo de las fuerzas israelíes contra los palestinos que se dirigían a la mezquita de Al-Aqsa, en Jerusalén, para las oraciones del viernes, y un oficial de policía rompió la cámara de video de los periodistas. Durante la transmisión en vivo, la policía israelí arrojó gases lacrimógenos en la zona donde se encuentra la mezquita.Lo que llevó al ministro turco de comunicaciones, Fahrettin Altun, a decir: «este feo ataque ha añadido una nueva vergüenza al historial de Israel en materia de libertad de prensa».
En Gaza, Mohammed Balousha, un periodista que publicó la historia de los bebés prematuros muertos en el hospital pediátrico de Nasr, fue herido a tiros por las FDI. Hossam Shabat declaró que las FDI habían amenazado con bombardear su casa a menos que abandonara Beit Hanun, lo que hicieron después de que él se negó a marcharse. El 29 de diciembre, dos periodistas de Al Jazeera en Cisjordania fueron atacados y golpeados por soldados israelíes. El gobierno canadiense anunció la desaparición de un periodista ciudadano canadiense y se teme que lo detuvieron o mataron mientras evacuaba de Jan Yonis a Rafah. A un periodista le amputaron una pierna tras recibir un disparo de un francotirador israelí en febrero de 2024. Las imágenes de la Agencia de Noticias Shehab mostraron a periodistas siendo blanco de disparos israelíes en la ciudad de Gaza el 20 de febrero.
En Israel, una turba de manifestantes de derechas irrumpió en la casa del periodista israelí Israel Frey y lo obligó a esconderse después de que dedicó una oración a las víctimas de la guerra en Gaza, amenazando a su familia.
El 13 de febrero, el corresponsal de Al Jazeera Ismail Abu Omar y el camarógrafo Ahmad Matar resultaron gravemente heridos en un ataque israelí con drones al norte de Rafah, en el sur de Gaza. Fueron trasladados de urgencia al Hospital Europeo en Jan Yunis. Según Al Jazeera «fueron atacados directamente por un misil disparado desde un dron». El 27 de febrero, el periodista de Al Jazeera, Tareq Abu Azzoum, casi fue alcanzado por un ataque con drones israelíes y afirmó: «no sabemos el motivo de este ataque, si se hizo para impedirnos informar sobre la guerra... Es un caos absoluto».
El 18 de marzo el periódico catarí Al Jazeera denunció que uno de sus periodistas, Ismail al-Ghoul, había sido «torturado, golpeado y detenido» por el Ejército de Israel que también destruyeron los vehículos de transmisión de los equipos de noticias en el curso del asalto que las FDI llevaron a cabo contra el Hospital Al-Shifa  donde al menos se refugiaban 30 000 personas. Al-Ghoul fue liberado al día siguiente, pero no pudo verificar el paradero de sus colegas. El Comité para la Protección de los Periodistas dijo que estaba «profundamente alarmado e indignado por los informes del ataque al periodista de Al-Jazeera Ismail Al-Ghoul en el hospital Al-Shifa y a otros periodistas mientras hacían su trabajo informando sobre la ofensiva israelí en el hospital».
El viernes 12 de abril, un camarógrafo de la cadena de televisión turca TRT perdió una pierna tras resultar gravemente herido durante el ataque de un tanque de las fuerzas israelíes contra el vehículo en el que viajaba. Poco después de resultar herido, el camarógrafo recordó a la comunidad internacional que los periodistas «llevan cascos» en Gaza porque Israel «sigue teniéndolos como objetivo». «Incluso aunque me falte una pierna o lleve un bastón, seguiré desempeñando mi deber y seré la voz de Gaza».
En junio de 2024, varios periodistas fueron atacados por israelíes de extrema derecha durante la marcha del Día de Jerusalén, periodistas israelíes y árabes también sufrieron patadas, insultos y algunos manifestantes lanzaron botellas contra los periodistas y algunos requirieron tratamiento médico. Algunos de los manifestantes de extrema derecha gritaron consignas que incluían «Muerte a los árabes» y «Gaza es un cementerio».
El domingo 19 de agosto de 2024, el Ejército de Israel atacó a un equipo de reporteros de la cadena de televisión turca TRT, hiriendo levemente a uno de ellos, mientras estaban realizando una cobertura mediática en la localidad gazatí de Jan Yunis. El corresponsal de TRT, Sami Berhum, denunció que los militares israelíes atacaron el coche en el que se encontraban con armas de cañón largo y que cinco balas llegaron a impactar en el vehículo. También afirmó que el vehículo en el que viajaban llevaba la señalización requerida. Además, llevaban el casco y el chaleco antibalas que identifica a los periodistas.
El 9 de octubre de 2024, el camarógrafo de Al Jazeera, Ali al-Attar, resultó herido en estado crítico después de un ataque israelí a un hospital en Gaza.
En mayo de 2025, una periodista francesa y sus colegas palestinos fueron blanco de disparos de las FDI en la Cisjordania ocupada. El 25 de julio, Associated Press, Agence France-Presse, BBC News y Reuters emitieron una declaración conjunta en la que denunciaban que sus periodistas en Gaza: «sufren muchas privaciones y dificultades en zonas de guerra. Nos alarma profundamente que la amenaza de la hambruna sea ahora una de ellas». Además instaron a las autoridades israelíes a que permitan la entrada y salida de periodistas en Gaza y que la población reciba suficientes alimentos.

## Respuesta internacional e investigaciones

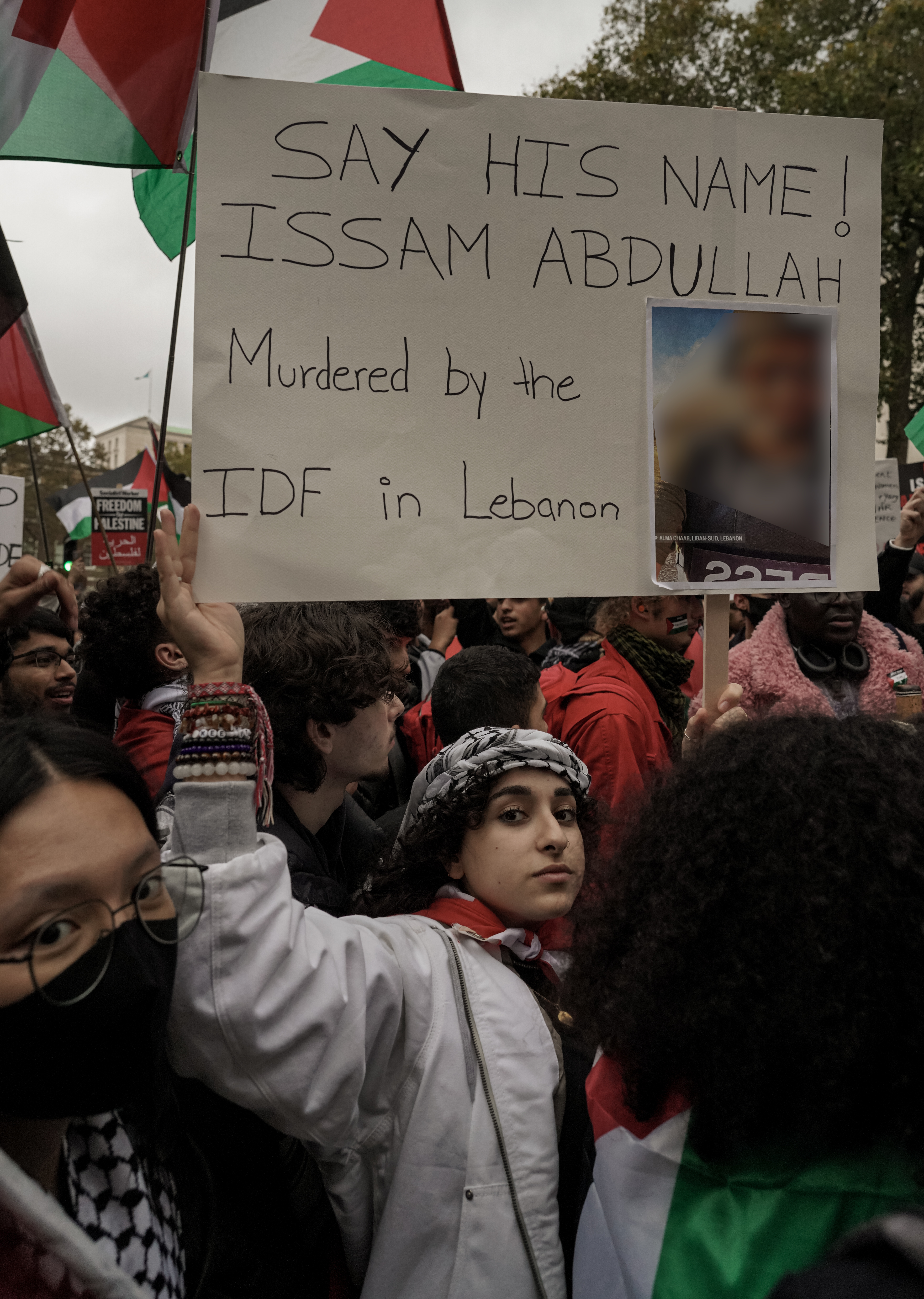
Un manifestante sosteniendo un cartel de Issam Abdallah durante las manifestaciones masivas en Londres, el 29 de octubre de 2023.

Lucciano Zaccara, profesor de la Universidad de Catar, afirmó: «No creo que haya otra situación como ésta en ninguna otra zona de conflicto». El Ministerio de Asuntos Exteriores de Jordania llamó a la comunidad internacional a poner fin a los abusos israelíes contra los periodistas. Jeremy Scahill afirmó que Israel estaba «matando sistemáticamente a periodistas palestinos». Hadja Lahbib, el ministro de Asuntos Exteriores belga afirmó que era necesario proteger a los periodistas en Gaza. Hassan Barari, profesor de estudios internacionales en la Universidad de Catar, afirmó: «están apuntando a los corresponsales de Al Jazeera simplemente porque quieren silenciarlos».
Al comentar una declaración de un alto portavoz de las Fuerzas de Defensa de Israel de que «no hay diferencia» entre trabajar para la red de medios Al-Aqsa y pertenecer al brazo armado de Hamás, Adil Haque, profesor de Derecho de la Universidad Rutgers, describió la noción planteada por el portavoz como «un completo malentendido o simplemente un deliberado desprecio por el derecho internacional... Si un periodista no es parte del ala militar de Hamás, si no es un combatiente por papel o función, entonces es un civil a menos y durante el tiempo que tome parte directa en las hostilidades». Haque añadió: «Es chocante oír que un miembro de las Fuerzas de Defensa de Israel revele abierta y públicamente su ignorancia o su desprecio por este principio fundamental». Posteriormente, las FDI emitieron un comunicado distanciándose de los comentarios del portavoz.
En febrero de 2024, tras un ataque con aviones no tripulados israelíes que hirió gravemente a varios corresponsales de Al Jazeera, el portavoz del Secretario de Estado de Estados Unidos declaró: «seguimos colaborando con el gobierno de Israel para dejar claro que los periodistas deben ser protegidos». El secretario general de las Naciones Unidas, António Guterres, afirmó: «estoy profundamente preocupado por el número de periodistas que han muerto en este conflicto». El consejo editorial del Financial Times escribió sobre los periodistas palestinos en Gaza: «el papel de los valientes periodistas que informan al mundo de lo que está sucediendo se vuelve cada vez más importante. Sin embargo, también están soportando sufrimientos increíbles y pérdidas atroces».
El 29 de febrero, más de treinta agencias de noticias, incluidas Associated Press, Agence France-Presse y Reuters, firmaron una carta abierta en solidaridad con los periodistas de Gaza. En octubre, la cadena de medios Al Jazeera condenó los ataques «continuos» de Israel contra sus periodistas en la Franja de Gaza, tras el disparo en el cuello a su camarógrafo Fadi Al Wahidi.
En agosto de 2024, la Oficina del Alto Comisionado de las Naciones Unidas para los Derechos Humanos (ACNUDH) condenó el asesinato de los periodistas de Al Jazeera, Ismail Al-Ghoul y Rami Al-Rifi y afirmó que «los periodistas palestinos desempeñan un papel fundamental a la hora de informar al mundo sobre la realidad de Gaza, donde Israel no ha permitido la entrada a periodistas internacionales. El silenciamiento de los periodistas palestinos oculta la impactante realidad de Gaza».
Expertos de las Naciones Unidas expresaron su preocupación por los asesinatos de periodistas y dijeron en una declaración de febrero de 2024 que estaban «alarmados por el número extraordinariamente alto de periodistas y trabajadores de los medios de comunicación que han sido asesinados, atacados, heridos y detenidos en el Territorio Palestino Ocupado, particularmente en Gaza, en los últimos meses, ignorando abiertamente el derecho internacional».

### Líbano
El Líbano denunció la muerte del periodista de Reuters Issam Abdallah, quien fue asesinado durante un ataque de artillería israelí dirigido a un grupo de reporteros. Tras la muerte de Abdallah, el ejército libanés realizó una evaluación in situ y afirmó que Israel había sido quien lanzó el misil que lo mató. El Ministerio de Asuntos Exteriores del Líbano ha ordenado a su misión ante la ONU en Beirut que exprese su profunda preocupación por lo que percibe como una clara infracción de la libertad de opinión y de prensa. Además, el Líbano se está preparando para presentar una denuncia formal ante el Consejo de Seguridad de la ONU, acusando a Israel de causar intencionalmente la muerte de Abdallah.

### Palestina
Abu Omar, un periodista de Al Jazeera gravemente herido por un ataque con aviones no tripulados israelíes en Rafah, declaró en febrero de 2024: «Continuaremos la cobertura. Y continuaremos documentando los crímenes de Israel y mostrando el sufrimiento y las preocupaciones de nuestro pueblo en la Franja de Gaza». Wael Al-Dahdouh, que perdió a varios miembros de su familia y resultó herido en un ataque militar israelí, declaró: «los periodistas se enfrentan a una masacre, a un baño de sangre en Gaza» y pidió «que cese esta masacre» Motaz Azaiza declaró: «Israel no permitirá la entrada de periodistas internacionales a Gaza y está matando a quienes informan desde dentro. Es un intento deliberado de oscurecer la narrativa palestina y borrar la verdad».
Tareq Abu Azzoum, corresponsal en inglés de Al Jazeera en Gaza, declaró: «Los periodistas palestinos son héroes. A veces han perdido a sus familiares y en la misma hora regresan para pararse frente a la cámara con un solo propósito: mantener al mundo informado».

### Israel
El ejército israelí dijo que había utilizado fuego de tanques y artillería en las cercanías para disuadir una posible infiltración desde el Líbano en el momento en que Issam Abdallah fue asesinado. Afirmaron que sus acciones fueron en respuesta al fuego de Hezbolá a lo largo de la frontera entre Israel y el Líbano y que el incidente se está revisando actualmente. El ejército israelí también inició una investigación sobre las circunstancias que rodearon la muerte de Abdallah.
El 9 de noviembre, tras un artículo publicado por HonestReporting, funcionarios israelíes sugirieron que varios fotógrafos palestinos independientes que habían documentado el ataque del 7 de octubre en tiempo real debían haberlo sabido de antemano. Los medios que obtuvieron las fotografías, incluidos Associated Press, Reuters, CNN y el New York Times, negaron haber involucrado a sus reporteros con los atacantes o tener conocimiento previo del ataque. Uno de los fotógrafos independientes, que anteriormente había publicado una foto de él mismo siendo besado en la mejilla por el líder de Hamás, Yahya Sinwar, fue posteriormente despedido por CNN y AP. Sin embargo, el parlamentario israelí del Likud Danny Danon sugirió que los periodistas que «participaron en la grabación de la agresión» serían «eliminados». Gil Hoffman, director ejecutivo de HonestReporting, admitió que el grupo no tenía pruebas que respaldaran sus afirmaciones y que estaban satisfechos con las explicaciones de los periodistas de que no sabían de antemano acerca de los ataques.
En febrero de 2024, Al Jazeera declaró: «los peligros que enfrentan los periodistas visuales de Gaza se han visto amplificados por los esfuerzos israelíes para legitimar el ataque contra ellos».

### Organismos de prensa internacionales
El Comité para la Protección de los Periodistas (CPJ) está investigando activamente todos los casos de periodistas afectados (ya sean muertos, heridos, detenidos o desaparecidos) debido al conflicto. El CPJ afirmó que este era el conflicto más mortífero para los periodistas en los últimos 30 años. Han instado a Israel a llevar a cabo una investigación exhaustiva sobre la muerte del periodista palestino Mohammad El-Salhi, hacer públicos los resultados de la investigación y tomar rápidamente medidas para garantizar la seguridad del personal de los medios que cubren el conflicto. El presidente del CPJ afirmó que el asesinato de periodistas en Gaza «parece haber sido un objetivo». Reuters ha pedido a Israel que lleve a cabo una investigación exhaustiva y transparente sobre las circunstancias que rodearon la muerte de Abdallah.
El 1 de noviembre, Reporteros sin Fronteras (RSF) pidió a la Corte Penal Internacional que iniciara una investigación prioritaria sobre crímenes de guerra sobre el asesinato de nueve periodistas. RSF señaló que 41 periodistas habían muerto durante el primer mes del conflicto, afirmando que Israel había matado a varios periodistas en sus hogares.  Por su parte, Israel mantiene registros del lugar y residencia de cada persona en Gaza. RSF afirmó que Israel había utilizado ataques selectivos para matar a varios periodistas en Gaza.
El director de Democracia para el Mundo Árabe Now afirmó que el gobierno israelí retrataba a los periodistas internacionales como parciales hacia los palestinos y, como resultado, los soldados veían a los periodistas como «representantes de su enemigo» y, por lo tanto, no fueron castigados por matar a los medios. La Federación Internacional de Periodistas declaró: «Creo que ahora se trata de una cuestión de libertad de prensa. Creo que tenemos que preguntarnos: "¿Qué está tratando de lograr el [ejército israelí]? ¿Por qué no dejan entrar a periodistas extranjeros?"» El CJP afirmó que el conflicto era la situación más peligrosa que jamás había visto para los periodistas. El director del CPJ para Medio Oriente afirmó: «El largo historial de impunidad de Israel en los asesinatos de periodistas debe enfrentar el escrutinio público».
El 22 de diciembre, Reporteros sin Fronteras presentó una denuncia ante la Corte Penal Internacional por el asesinato de siete periodistas palestinos más, entre ellos Samer Abu Daqqa. El 7 de enero de 2024, el CPJ declaró que era necesario investigar las muertes de Hamza Al-Dahdouh y Mustafa Thuraya y que quienes los mataron debían rendir cuentas.
El 10 de enero de 2024, Human Rights Watch, Freedom House, el Instituto Knight de la Primera Enmienda de la Universidad de Columbia, el Comité para la Protección de los Periodistas y Reporteros sin Fronteras firmaron una carta conjunta dirigida al presidente estadounidense Joe Biden, pidiendo a su administración que haga más para prevenir ataques aéreos contra periodistas. La carta decía que «informes creíbles... indican que los ataques de las FDI en el sur del Líbano el 13 de octubre que mataron al periodista de Reuters Issam Abdallah... fueron ilegales y aparentemente deliberados». El 25 de enero, el Instituto Internacional de Prensa afirmó que el número de periodistas asesinados en Gaza representaba «el peor asesinato que hemos observado en una zona de conflicto desde que se fundó nuestra organización hace 75 años». El 8 de febrero, Reporteros sin Fronteras declaró: «El periodismo palestino ha sido diezmado por las fuerzas armadas israelíes con total impunidad».
El 29 de febrero de 2024 el CPJ, Reuters, AP, AFP, The New York Times, The Guardian, Der Spiegel, Inquirer, Haaretz, Al-Araby Al-Jadeed, The Asahi Shimbuna y un total de 36 periódicos importantes firmaron una «Carta abierta sobre los periodistas en Gaza» contra los asesinatos en curso, pidiendo a todas las partes que protejan a los periodistas y el derecho a informar. En octubre de 2024, la cadena de medios Al Jazeera condenó los ataques «continuos» de Israel contra sus periodistas en la Franja de Gaza, tras el disparo en el cuello a su camarógrafo Fadi Al Wahidi.
A principios de abril RSF denunciaba la muerte de al menos 105 periodistas, de los cuales 22 se encontraban ejerciendo su labor, e hizo  un nuevo llamamiento a la comunidad internacional en la que instaba a que se tomasen medidas para proteger al periodismo y a detener la escalada de violencia y finalizar la masacre.
El 27 de mayo Reporteros Sin Fronteras (RSF) presentó una nueva denuncia ante el Tribunal Penal Internacional (TPI) para que investigue a Israel por crímenes cometidos contra periodistas palestinos entre el 15 de diciembre y el 20 de mayo, en el marco de la invasión israelí de la Franja de Gaza. Según la ONG hasta la fecha han muerto más de cien periodistas a causa de la ofensiva israelí y que esta denuncia, la tercera que presenta ante el TPI, acusa al Ejército de Israel de cometer crímenes de guerra contra al menos nueve periodistas.
En noviembre de 2024, PEN Internacional escribió que estaba indignado por una acusación israelí contra seis periodistas en la Franja de Gaza, calificándolas de amenazas contra los periodistas. La Federación Internacional de Periodistas condenó «la estrategia de Israel de difamar a l os periodistas de Gaza con acusaciones no probadas» y pidió una investigación sobre «los ataques y asesinatos sistemáticos de periodistas por parte de Israel».

### Protestas
Numerosos periodistas paquistaníes se reunieron en una manifestación en Karachi para condenar lo que consideraron ataques intencionales a los medios de comunicación en Gaza. Pidieron a las Naciones Unidas que tomaran medidas para detener la agresión israelí contra los medios de comunicación. Durante la manifestación, exhibieron en un lugar destacado pancartas y carteles con imágenes de los periodistas que habían muerto en ataques aéreos israelíes.

## Funerales
En sus respectivos países se han celebrado los funerales de los periodistas asesinados. En el Líbano, una gran multitud asistió al funeral de Issam Abdallah en su ciudad natal. Su cuerpo fue adornado con una bandera libanesa y transportado desde su residencia familiar al cementerio cercano en la ciudad sureña de Khiam, donde fue enterrado.